# Klaus-Jürgen Scherer

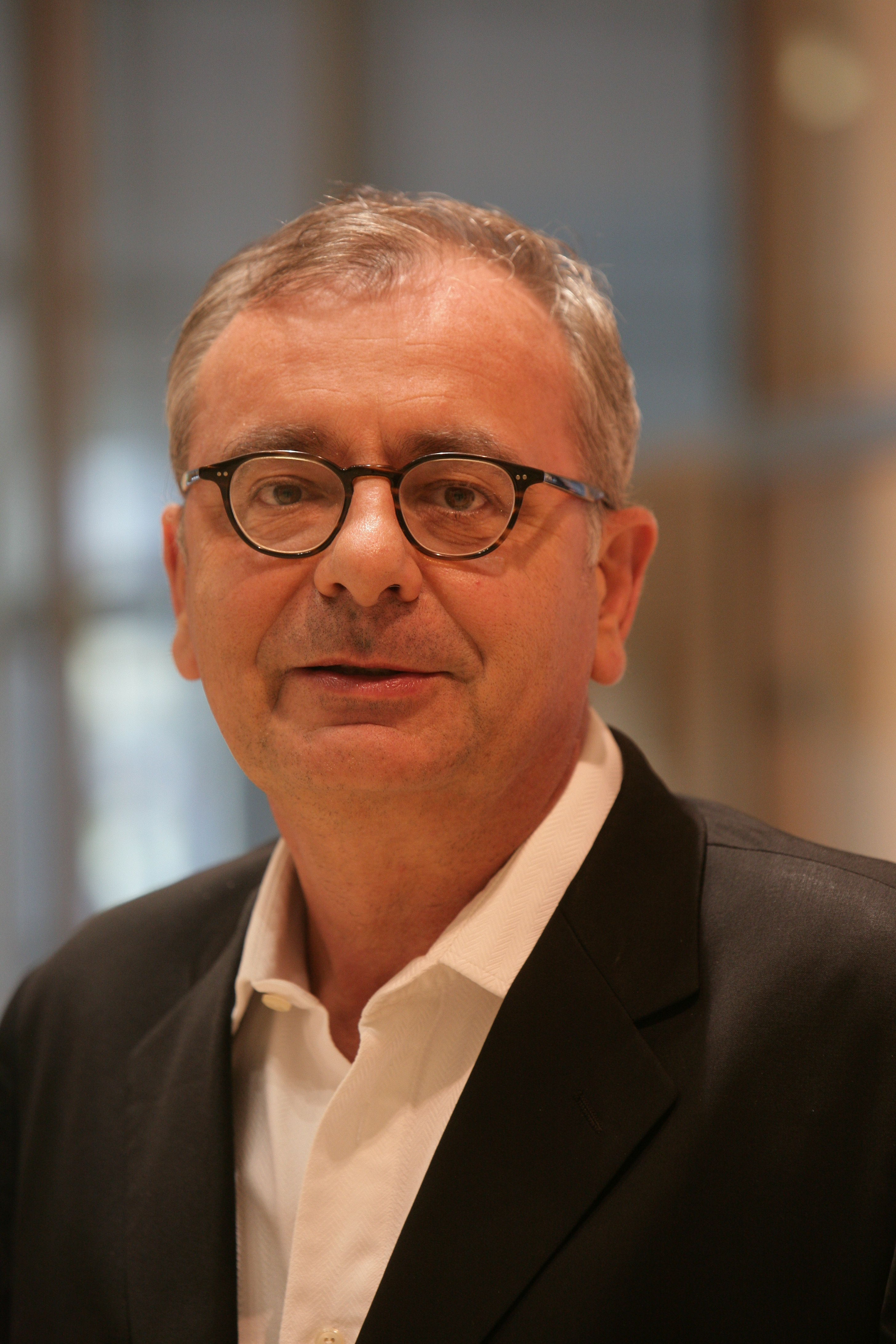
Klaus-Jürgen Scherer (2011)

Klaus-Jürgen Scherer (* 8. Juni 1956 in Hilden) ist ein deutscher Diplompolitologe, Redakteur und Publizist. Er ist Redaktionsmitglied der Zeitschrift Neue Gesellschaft/Frankfurter Hefte und Redaktionsleiter der Perspektiven ds-Zeitschrift für Gesellschaftsanalyse und Reformpolitik. Er war zudem von 1991 bis 2016 beim SPD-Parteivorstand in Bonn und Berlin beschäftigt.

## Leben
Klaus-Jürgen Scherer erlangte 1980 das Diplom der Politikwissenschaft an der FU Berlin. Von 1980 bis 1982 arbeitete er zunächst im Berliner Verlag Olle & Wolter und war von 1981 bis 1986 wissenschaftlicher Mitarbeiter an der FU Berlin. 1988 wurde er am Otto-Suhr-Institut zum Thema „Jugend und soziale Bewegung“ promoviert. Anschließend war er von 1987 bis 1991 wissenschaftlicher Mitarbeiter im Institut für Ökologische Wirtschaftsforschung (IÖW) und baute dort den „Informationsdienst für ökologische Wirtschaftsforschung“ auf.
Danach arbeitete Scherer von 1991 bis 2016 für den SPD-Parteivorstand, als Geschäftsführer des Wissenschaftsforums, von 1998 bis 1999 als Büroleiter des Bundesgeschäftsführers Ottmar Schreiner und von 2000 bis 2016 als Geschäftsführer des Kulturforums. Parallel dazu baute er von 2000 bis 2014 die Sommeruniversität der Friedrich-Ebert-Stiftung auf und war auch für deren Leitung zuständig.
Seit 2007 ist Scherer Redakteur der für die von der Friedrich-Ebert-Stiftung herausgegebenen Zeitschrift Neue Gesellschaft/Frankfurter Hefte, für die er auch zahlreiche Artikel verfasst hat, und seit 2002 Geschäftsführer der Hochschulinitiative Demokratischer Sozialismus (HDS) e.V. Seit 2016 ist er verantwortlicher Redakteur der im Schüren Verlag erscheinenden Halbjahreszeitschrift perspektiven ds-Zeitschrift für Gesellschaftsanalyse und Reformpolitik.
Seine thematischen Schwerpunkte liegen in den Bereichen Soziale Bewegungen, Sozialdemokratie, Ökosozialismus, Deutsche Einheit, Kulturpolitik, intellektuell-kulturelles Networking.

## Veröffentlichungen (Auswahl)

### Als Autor
- mit Christian Krause, Detlef Lehnert: Zwischen Revolution und Resignation. Alternativkultur, politische Grundströmungen und Hochschulaktivitäten in der Studentenschaft. Neue Gesellschaft Bonn 1980, ISBN 978-3-87831-338-0.
- mit Jürgen Bacia: Passt bloss auf! Was will die neue Jugendbewegung? Olle & Wolter, Berlin 1981, ISBN 978-3-88395-709-8.
- Politische Kultur und neue soziale Bewegungen. In: Gert-Joachim Glaeßner, Jürgen Holz, Thomas Schlüter (Hrsg.): Die Bundesrepublik in den siebziger Jahren. Versuch einer Bilanz. Leske+Budrich 1984, ISBN 978-3-322-93763-6.
- mit Fritz Vilmar: Ökosozialismus? Rot-grüne Bündnispolitik. Europäische Perspektiven, Berlin 1985, ISBN 978-3-89025-025-0.
- mit Gert-Joachim Glaeßner: Auszug aus der Gesellschaft? Gemeinschaften zwischen Utopie, Reform und Reaktion. Europäische Perspektiven, Berlin 1986, ISBN 978-3-89025-091-5.
- Jugend und soziale Bewegung. Zur politischen Soziologie der bewegten Jugend in Deutschland. Leske+Budrich, Opladen 1988, ISBN 978-3-322-97195-1.
- Gab es eine DDR-Identität? In: Rolf Reißig, Gert-Joachim Glaeßner (Hrsg.): Das Ende eines Experiments. Dietz Verlag Berlin 1991, ISBN 978-3-320-01738-5.

- mit Thomas Meyer, Christoph Zöpel: Parteien in der Defensive? Plädoyer für die Öffnung der Volkspartei. Bund Verlag, Köln 1994, ISBN 978-3-7663-2523-5.
- mit Sibylle Reinhardt, Dagmar Richter: Politik und Biographie. In: Wochenschau-Verlag, Schwalbach/Ts. 1996, ISBN 978-3-87920-611-7
- Radikalisierte „Identitätspolitik“. Eine kritische Zwischenbilanz. In: perspektivends – Zeitschrift für Gesellschaftsanalyse und Reformpolitik 1 2021, S. 126–144, ISBN 978-3-7410-0236-6.
- Miszellen zur Zeitenwende. In: perspektivends – Zeitschrift für Gesellschaftsanalyse und Reformpolitik 2 2022, S. 21–31, ISBN 978-3-7410-0239-7
- Radikaler Reformismus für das Überleben. Sozialdemokratisches Narrativ in der Umweltkrise. In: perspektivends – Zeitschrift für Gesellschaftsanalyse und Reformpolitik 1 2024, S. 58–75, ISBN 978-3-7410-0242-7

### Als Herausgeber
- mit Fritz Vilmar: Projektgruppe Ein alternatives Sozialismuskonzept. Perspektiven des Ökosozialismus. Stattbuch Berlin 1984 (3. Auflage).
- mit Vera Konieczka, Norbert Kunz: Sozialismus zwischen Ökonomie und Ökologie. Europäische Perspektiven, Berlin 1984, ISBN 978-3-89025-011-3.
- mit Hans-Joachim Schabedoth: Ende der Wende. Konservative Hegemonie zwischen Manifestation und Erosion. Schüren, Marburg 1990, ISBN 978-3-924800-68-0.
- mit Heinrich Tiemann: Wechsel ´94. Das Regierungsprogramm der SPD: Stellungnahmen aus der Wissenschaft. Schüren, Marburg 1994; ISBN 978-3-89472-132-9.
- als Hrsg. mit Reiner Braun, Ulf Imiela: Brückenschlag ins 21. Jahrhundert. Die Verantwortung der Wissenschaft für ein zukunftsfähiges Europa. Nomos, Baden-Baden 1997, ISBN 978-3-7890-4640-7.
- mit Heinrich Tiemann: Deutschland an der Schwelle zum 21. Jahrhundert. Bilanz einer erstarrten Politik. Wege zum Aufbruch. Sozialdemokratische Perspektiven. Schüren, Marburg 1998, ISBN 978-3-89472-161-9.
- mit Hans Misselwitz, Uli Schöler, Wolfgang Wiemer: Weiter denken. Begegnungen mit Wolfgang Thierse. vorwärts buch 2008, ISBN 978-3-86602-493-9.
- mit Helga Grebing: Streiten für eine Welt jenseits des Kapitalismus. Wissenschaftler, Vordenker, Sozialist Fritz Sternberg. Schöningh, Paderborn 2017, ISBN 978-3-506-78511-4
- mit Horst Heimann, Hendrik Küpper: Geistige Erneuerung links der Mitte. Der Demokratische Sozialismus Eduard Bernsteins. Schüren, Marburg 2020, ISBN 978-3-7410-0267-0
- mit Wolfgang Schroeder: Soziale Demokratie als Überlebenspolitik. Wolfgang Thierse und Thomas Meyer im Gespräch über die politischen Zeitläufe. Schüren, Marburg 2023, ISBN 978-3-7410-0284-7